# Donsol
Donsol est une municipalité de la province de Sorsogon (sud de l'île de Luçon) aux Philippines. Selon le recensement de 2007, sa population s'élève à 39 995 habitants.

## Ecotourisme

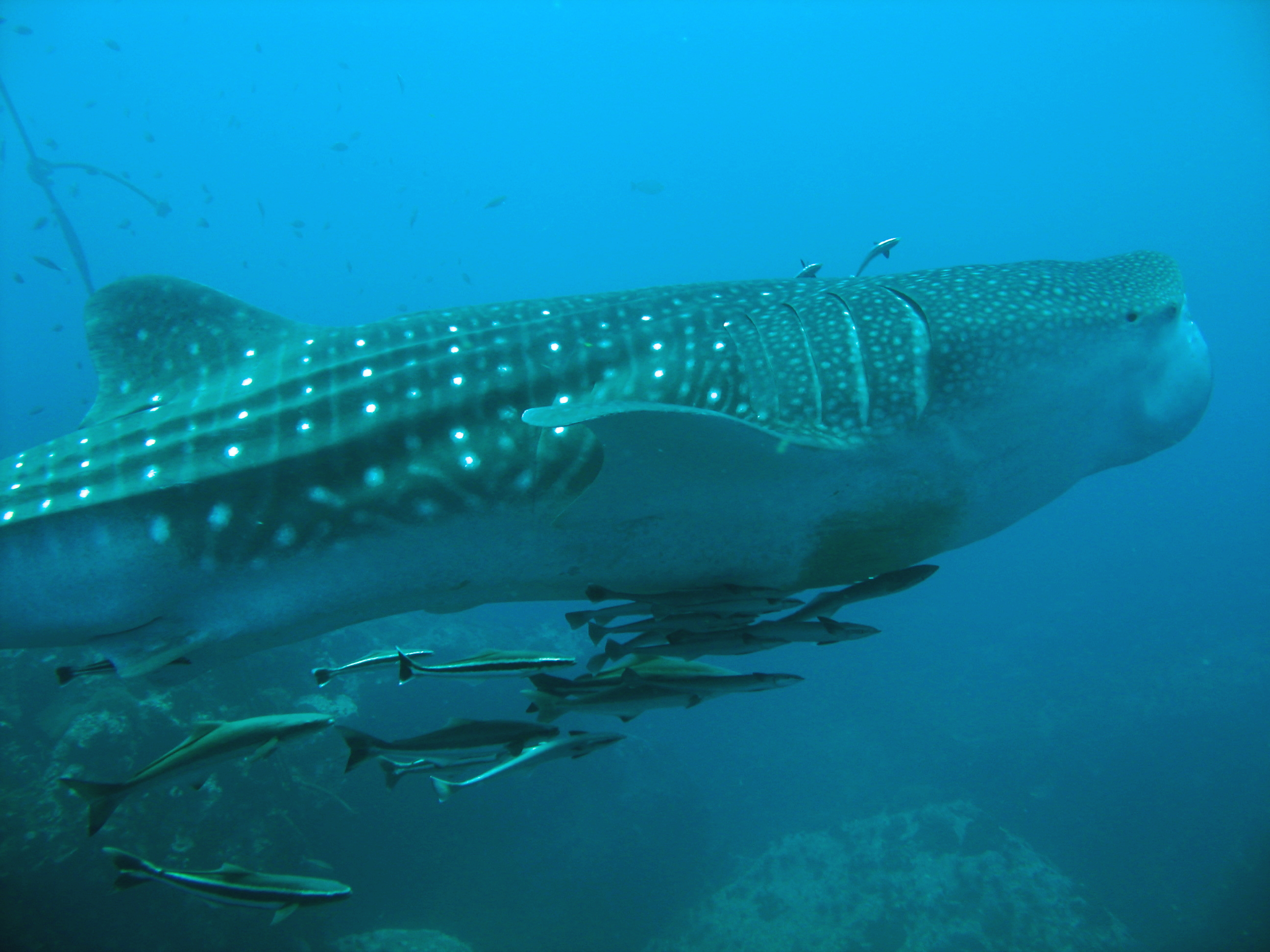
Gros plan d'un requin-baleine

Donsol est une destination touristique populaire pour ses requins-baleines qui peuvent être vus dans les mers limitrophes. Les requins-baleines sont visibles entre novembre et juin, avec le maximum d'observations entre février et mai.

## Barangays
Donsol est subdivisée en 51 barangays :
| - Alin - Awai - Banban - Bandi - Banuang Gurang - Baras - Bayawas - Bororan Barangay - Cabugao - Central Barangay - Cristo - Dancalan - De Vera - Gimagaan - Girawan - Gogon - Gura | - Juan Adre - Lourdes - Mabini - Malapoc - Malinao - Market Site Barangay - New Maguisa - Ogod - Old Maguisa - Orange - Pangpang - Parina - Pawala - Pinamanaan - Poso Pob. - Punta Waling-Waling - Rawis | - San Antonio - San Isidro - San Jose - San Rafael - San Ramon - San Vicente - Santa Cruz - Sevilla - Sibago - Suguian - Tagbac - Tinanogan - Tongdol - Tres Marias - Tuba - Tupas - Vinisitahan |